# USS Springfield (SSN-761)
Za druga plovila z istim imenom glejte USS Springfield.
USS Springfield (SSN-761) je jedrska jurišna podmornica razreda los angeles.